# Rugby a 15 nel 1948
Il 1948 sarà da ricordare per alcuni eventi
- L'Irlanda conquista il suo primo Grande Slam
- L'Italia riprende l'attività internazionale, riallacciando rapporti con la Francia, che invia in Italia la squadra B (seconda squadra).
- Si chiude il tour dell’Australia in Europa
- Il drop da quest'anno assegna solo 3 punti anziché 4.

## Attività internazionale

### Altri test
| Lovanio 25 aprile 1948 | Belgio | 9 – 0 | Paesi Bassi |  |

| Béthune 1º luglio 1948 | Fiandre | 6 – 6 | Belgio |  |

| Compiegne 17 ottobre 1948 | Ile de France B | 18 – 6 | Belgio |  |

| Bruxelles 31 ottobre 1948 | Belgio | 6 – 6 | Paesi Bassi |  |

## La nazionale italiana
La nazionale italiana riprende la sua attività disputando due match, uno dei quali contro la seconda squadra francese.
| Arbitro: | Barbe |

|                           |           | |
| 61' c.p. Fava 66' m. Rosi | Marcatori | 7' m. Bellan tr. Lacaussade 11' drop Bellan 19' m. Moga 32' m. Jeanjean 39' m. Soro tr. Lacaussade 54' m. Lamaison tr. Lacaussade 56' m. Arrizabalaga tr. Jeanjean 64' m. Darieussecq 73' m. Darieussecq 80' m. Lamaison |

| Arbitro: | Maffioli |

|                                                                                      |           |  |
| 21' m. Pitorri tr. Battagion 52' m. Rossini 66' drop Parmigiani 73' m. Rosi tr. Fava | Marcatori |  |

## I Barbarians
| Cardiff 31 gennaio 1948 | Barbarians | 9 – 6 | Australia XV | Arms Park |

| Northampton 11 marzo 1948 | East Midlands | 11 – 13 | Barbarians |  |

| Penarth 26 marzo 1948 | Penarth RFC | 7 – 12 | Barbarians |  |

| Cardiff 28 marzo 1948 | Cardiff RFC | 13 – 3 | Barbarians | Arms Park |

| Swansea 29 marzo 1948 | Swansea RFC | 3 – 12 | Barbarians | Saint Helen's |

| Newport 30 marzo 1948 | Newport RFC | 5 – 3 | Barbarians | Rodney Parade |

| Leicester 28 dicembre 1948 | Leicester Tigers | 9 – 8 | Barbarians | Welford Road |

## Campionati nazionali
| Sudafrica            | Currie Cup              | non disputata   |
| Nuovo Galles del Sud | Shute Shield            | Randwick        |
| Argentina            | Camp. Buenos Aires      | San Isidro Club |
|                      | Argentino               | Capital         |
| Francia              | Campionato 1947-48      | FC Lourdes      |
| Inghilterra          | Campionato delle Contee | Lancashire      |
| Italia               | Campionato              | Rugby Roma      |
| Romania              | Campionato              | Grivitza Rosie  |
| Spagna               | Copa del Rey            | UE Santboiana   |